# Black River (2001)
Black River (Original: Black River) ist ein US-amerikanischer Thriller aus dem Jahre 2001 basierend auf einer Geschichte von Dean Koontz.

## Handlung
Das Auto des Science-Fiction-Autors Bo Aikens wird in dem kleinen Städtchen Black River gestohlen. Es geschehen weitere merkwürdige Dinge, so wird seine Kreditkarte gesperrt und er erhält Anrufe von einem Unbekannten, der anscheinend bestens mit ihm vertraut ist. Als er sich entschließt, den Ort zu verlassen, stellt er fest, dass dies nicht so einfach möglich ist.
Auf der Suche nach dem Grund bekommt er über den Bürgermeister, welcher mit dem Geist seines toten Bruders zu sprechen meint, Kontakt zu einer Firma, die eine Künstliche Intelligenz erschaffen wollte. In der Firma bekommt er die Auskunft, dass das Experiment fehlgeschlagen sei. Bo erkannt jedoch, dass das Gegenteil der Fall ist und diese Künstliche Intelligenz lebt und eine utopische Stadt in Black River aufbauen will.
Der Film endet damit, dass ein Bildhauer mit einer Autopanne in Black River stehen bleibt und Bo ihn trifft. Er schreibt ihm eine Nachricht auf eine Serviette, die ihm einen Weg aus der Stadt weist und ihn davor warnt ans Telefon zu gehen. Der Bildhauer hebt aber das Telefon dennoch ab.

## Kritiken
„Eine recht abwegige Fantasy-Geschichte, die sorglos Elemente aus Kubricks "2001" mit Weirs "Truman Story" vermischt.“